# 1931 UB
1931 UB är en asteroid i huvudbältet, som upptäcktes 17 oktober 1931 av den tyske astronomen Karl Wilhelm Reinmuth i Heidelberg.
Asteroiden har en diameter på ungefär 4 kilometer och den tillhör asteroidgruppen Nysa.